# Don Edmunds
Don Edmunds, ameriški dirkač Formule 1, * 23. september 1930, Santa Ana, Kalifornija, ZDA, † 12. avgust 2020.

## Življenjepis
Edmunds je leta 1957 sodeloval na ameriški dirki Indianapolis 500, ki je med letoma 1950 in 1960 štela tudi za prvenstvo Formule 1, in dosegel devetnajsto mesto.